# Liste der Bischöfe von Bangor
Die folgenden Personen waren Bischöfe von Bangor:
- ca. 546–572 Heiliger Deiniol (Daniel)
- ca. 768–809 Elfoddw von Gwynedd (Elfodd; Elbodug; Elvodugus)
- ca. 904–944 Morlais
- ca. 1050–???? Dyfan
- ca. 1081–???? Revedun
- 1107–1109 Hervey (Hervaeus; Harve) (danach Bischof von Ely)
- 1109–1120 Urban (auch Bischof von Llandaff)
- 1120–1139 David
- 1139–1161 Meurig (Maurice; Meuricus; Moritz)
- 1162–1177 vakant
- 1177–ca. 1190 Gwion (Guy; Guido; Guianus)
- ca. 1191–1195 vakant
- 1195–1197 Albanus (Alan)
- 1197–1215 Robert de Shrewsbury
- 1215–1235/6 Cadwgan
- 1236–1240 Hywel (Howell)
- 1240–1267 Richard
- 1267–um 1306 Anian
- 1307–1300 oder 1306–1320 Gruffyd ap Iorwerth (Griffin ap Yerward; Griffith)
- 1320–1327 Lewis
- 1309–1328 Anian Seys (Einon Sais)
- 1327–1357 Matthew de Englefeld
- 1357–1366 Thomas Ringstead
- 1366–1370 Gervase de Castro
- 1370–1371 Hywel ab Goronwy (Howell ab Gronow)
- 1371–1375 John Gilbert
- 1375–1400 John Swaffham styled John Clovensis by Heylyn (auch Bischof von Cloyne)
- 1400–1405 Richard Young (danach Bischof von Rochester)
- 1405–1408 Llewellyn Bifort (Llewellyn Byford; Lewis)
- 1408–1418 Benedict Nichols (Benedikt Nicholls)
- 1418–1424 William Barrow (William Barrowe) (danach Bischof von Carlisle)
- 1424–1436 Nicholaus Clederow (John Clederow; John Cliderow)
- 1436–1448 Thomas Cheryton (Thomas Cheriton)
- 1448–1454 John Stanbery (John Stanbury)
- 1454–1464 James Blakedon (auch Bischof von Achad-Fobhair)
- 1464–1494 Thomas Ednam alias Richard Evynden (Richard Edenham)
- 1494–1500 Henry Deane (Lordkanzler von Irland)
- 1500–1504 Thomas Pigot
- 1504–1509 John Penny (danach Bischof von Carlisle)
- 1509–1534 Thomas Skeffington
- 1534–1539 John Salcott alias Capon
- 1539–1541 John Birde (danach Bischof von Chester)
- 1541–1553 Arthur Bulkeley
- 1553–1555 vakant
- 1555–1559 William Glyn (letzter römisch-katholischer Bischof)
- 1559–1566 Rowland Meyrick
- 1566–1585 Nicholas Robinson
- 1585–1595 Hugh Bellot (danach Bischof von Chester)
- 1595–1598 Richard Vaughan (danach Bischof von Chester)
- 1598–1616 Henry Rowlands
- 1616–1631 Lewis Bayly
- 1631–1633 David Dolben
- 1633–1637 Edmund Griffith
- 1637–1666 William Roberts
- 1666–1673 Robert Morgan
- 1673–1689 Humphrey Lloyd
- 1689–1701 Humphrey Humphreys (danach Bischof von Hereford)
- 1701–1715 John Evans (danach Bischof von Meath)
- 1715–1721 Benjamin Hoadley (auch Bischof von Hereford)
- 1721–1723 Richard Reynolds (danach Bischof von Lincoln)
- 1723–1728 William Baker (danach Bischof von Norwich)
- 1728–1734 Thomas Sherlock (danach Bischof von Salisbury)
- 1734–1737 Charles Cecil (auch Bischof von Bristol)
- 1737–1743 Thomas Herring (danach Erzbischof von York)
- 1743–1748 Matthew Hutton (danach Erzbischof von York)
- 1748–1756 Zacariah Pearce (Zachary Pearce) (danach Bischof von Rochester)
- 1756–1769 John Egerton (auch Bischof von Lichfield und Coventry)
- 1769–1774 John Ewer (auch Bischof von Llandaff)
- 1774–1783 John Moore (danach Erzbischof von Canterbury)
- 1783–1800 John Warren (auch Bischof von St David’s)
- 1800–1806 William Cleaver (auch Bischof von Chester und St Asaph)
- 1806–1809 John Randolph (auch Bischof von Oxford und London)
- 1809–1830 Henry William Majendie (auch Bischof von Chester)
- 1830–1859 Christopher Bethell (auch Bischof von Exeter)
- 1859–1890 James Colquhoun Campbell
- 1890–1898 Daniel Lewis Lloyd
- 1899–1924 Watkin Herbert Williams
- 1925–1928 Daniel Davies
- 1928–1944 Charles Alfred Howell Green (auch Erzbischof von Wales 1934–1944)
- 1944–1948 David Edwards Davies
- 1949–1956 John Charles Jones
- 1957–1982 Gwilym Owen Williams (auch Erzbischof von Wales 1971–1982)
- 1982–1992 John Cledan Mears
- 1993–1999 Barry Cennydd Morgan (danach Bischof von Llandaff und Erzbischof von Wales 2002–2017)
- 2000–2004 Francis James Saunders Davies
- 2004–2008 Phillip Anthony Crockett
- seit 2008 Andrew John